# Cazis
Cazis est une commune suisse du canton des Grisons, située dans la région de Viamala.
Depuis le 1er janvier 2010, les communes de Präz, de Tartar, de Sarn et de Portein ont intégré la commune de Cazis. Le village est dominé par le couvent de Cazis fondé au VIIIe siècle.

## Culture
Sont remarquables le Couvent de Cazis fondé au VIIIe siècle, et l’église protestante Steinkirche (de) de 2002, au toit conçu par l’ingénieur Heinz Isler.

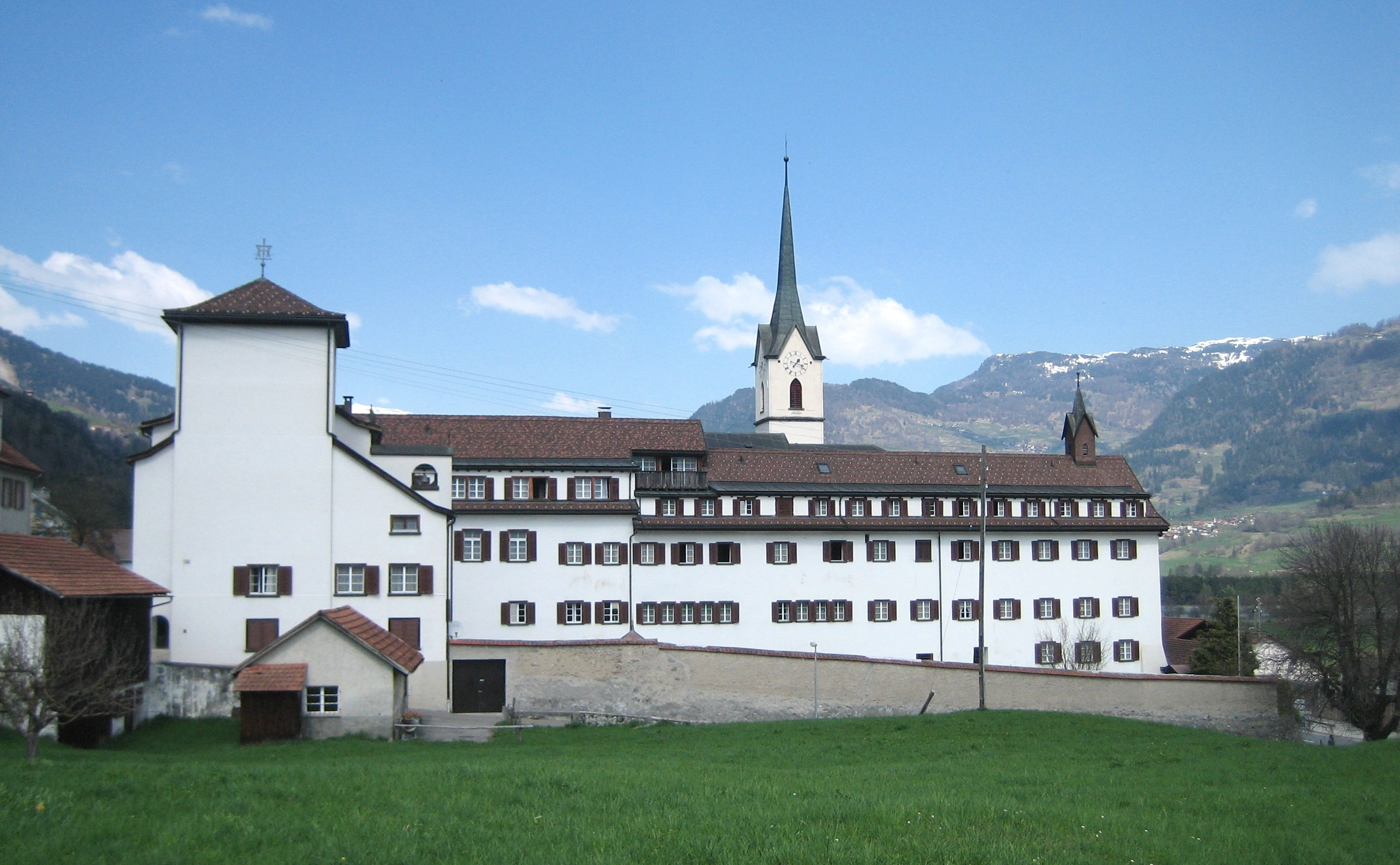
Couvent de Cazis.
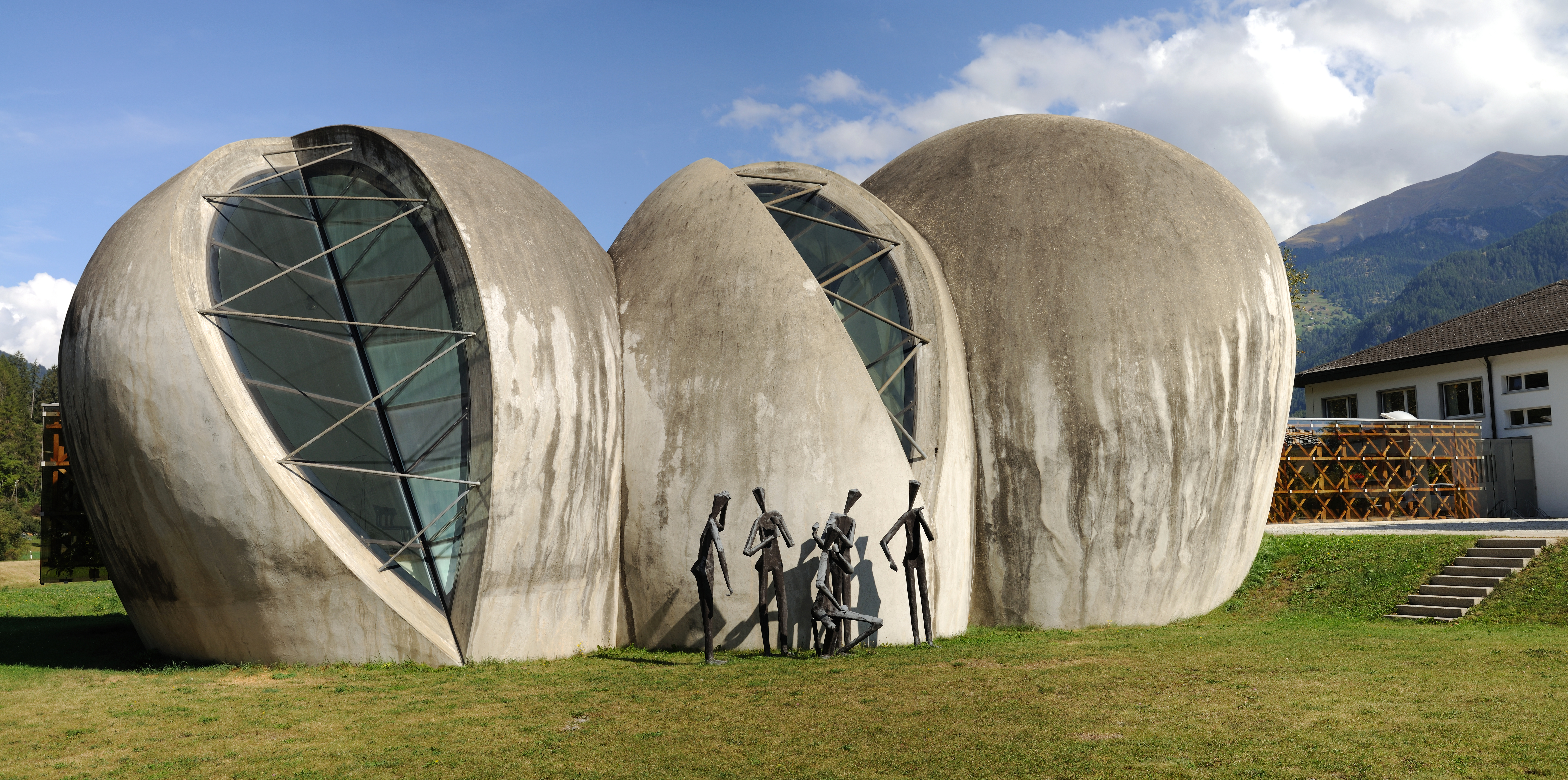
L’église Steinkirche.
Vue aérienne (1970).